# Panfleto (historieta)
Panfleto era el nombre del personaje central y el título del primer cómic publicado en Ecuador, en 1984, obra de Iván Valero Delgado.
Contó con una tirada de 5000 ejemplares distribuidos nacional e internacionalmente por la firma Muñoz Hermanos de Ecuador. Sus aventuras representan un giro y un aporte a la evolución que sufriría el cómic a nivel latinoamericano en los años 80, dejando atrás las historias triviales para dar paso a un humor con estilo más personal, de contenido fuerte. En la época los cómics se manejaban bajo un lenguaje muy cuidadoso y homogéneo , sin utilizar lenguajes vernáculos que luego identificarían a los protagonistas según su zona geográfica de origen. Además de Panfleto la revista del mismo nombre presentaba otros personajes como, El Conde Alcohorita un vampiro que chupaba la sangre a los alcohólicos. Mítico y misterioso personaje caracterizado por el humor negro con que lo caracteriza su creador, Iván Valero Delgado productor de cómics que ha tenido trayectoria como locutor, productor de vídeos y de cine.